# Jungle Jubilee
Jungle Jubilee è il secondo album dei Casino Royale pubblicato nel 1990 pubblicato dalla Kono.

## Tracce
1. Available swing
2. The world is yours
3. White sun
4. Love is the law
5. Burning in love
6. Tam Tam party
7. Positive beat
8. Skaravan petrol (cover di Caravan petrol di Renato Carosone)
9. Jungle jubilee
10. Eddie the hunter

## Formazione
- Giuliano Palma: voce, chitarra
- Aliosha Bisceglia: voce, percussioni
- Michelino Pauli: chitarra, voce, mandolino
- Ferdinando Masi: batteria
- Michele D'Anca: hammond: pianoforte
- Antonio “Brown” Marrone: basso
- Silvio Rovati: sax tenore
- Nicola Frisia: sax tenore, sax soprano
- Daniele Israel: trombone
- Andrea Incerti: tromba

## Produzione artistica
- Casino Royale, Marty J. Robertson, Mr. Space